# Harpactes ardens
Harpactes ardens là một loài chim trong họ Trogonidae.